# Ouémé
El departament d'Ouémé és un dels 12 departaments de Benín. La capital del departament, Porto-Novo, també és la capital política i administrativa de l'estat de Benín. El 1999 s'hi va escindir el nou departament de Plateau, que està situat al nord. A l'extrem sud-oriental, Ouémé és fronterer amb Nigèria.

## Municipis

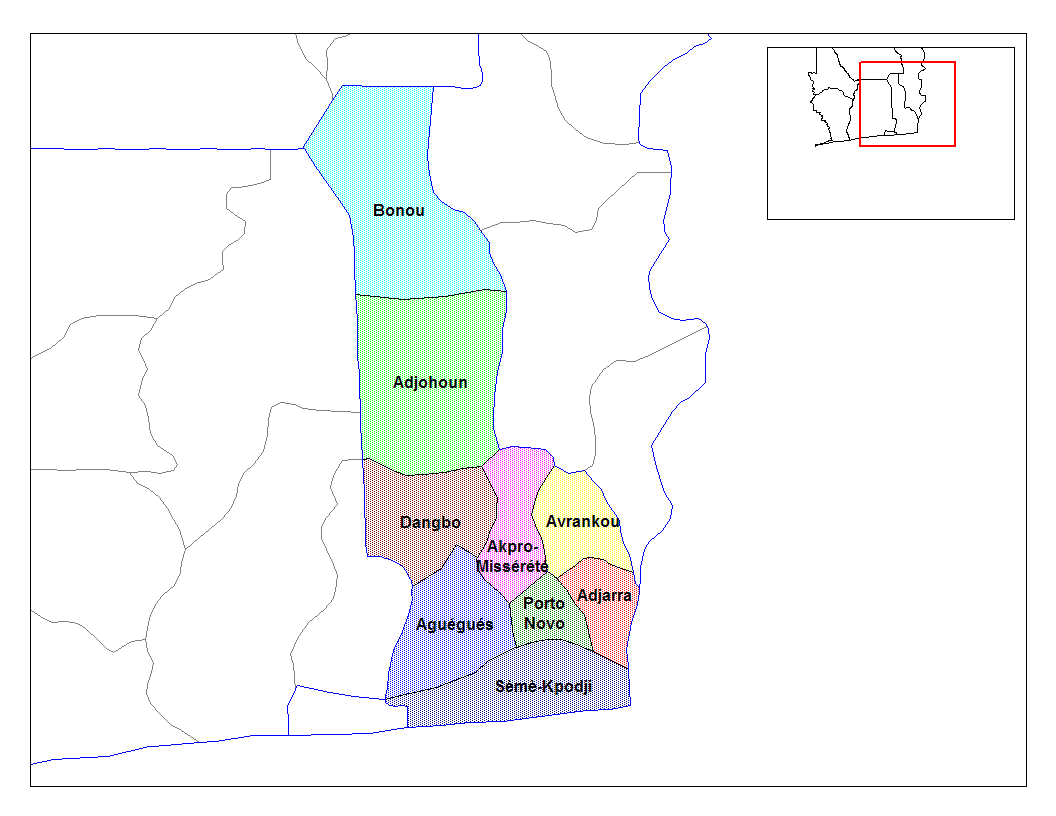
Municipis d'Ouémé, a Benín

Al departament d'Ouémé hi ha nou municipis: Adjarra, Adjohoun, Aguégués, Akpro-Missérété, Avrankou, Bonou, Dangbo, Porto-Novo i Sèmè-Kpodji.

## Grups ètnics i llengües
- Els 127.000 xwlas orientals, que viuen a la zona costanera, al municipi de Seme-Kpodji, parlen la llengua gbe, xwla oriental.[2]
- Els defis viuen a l'extrem sud-oriental, al municipi de Sèmè-Kpodji parlen la llengua defi.
- Els wemes, que parlen la llengua weme, viuen als municipis d'Adjohoun, Bonou, Dangbo, Aguégué i Akpro-Missérété.[3]
- Els guns tenen el territori a l'extrem sud-est del departament, als municipis d'Akpro-Missérété, Avrankou, d'Adjarra i de Porto Novo. Parlen la llengua gun.[4] Aquesta llengua també és parlada pels Setos i els tolis, que parlen dialectes homònims.[5]